# Calotes calotes
Calotes calotes là một loài thằn lằn trong họ Agamidae. Loài này được Linnaeus mô tả khoa học đầu tiên năm 1758.

## Hình ảnh

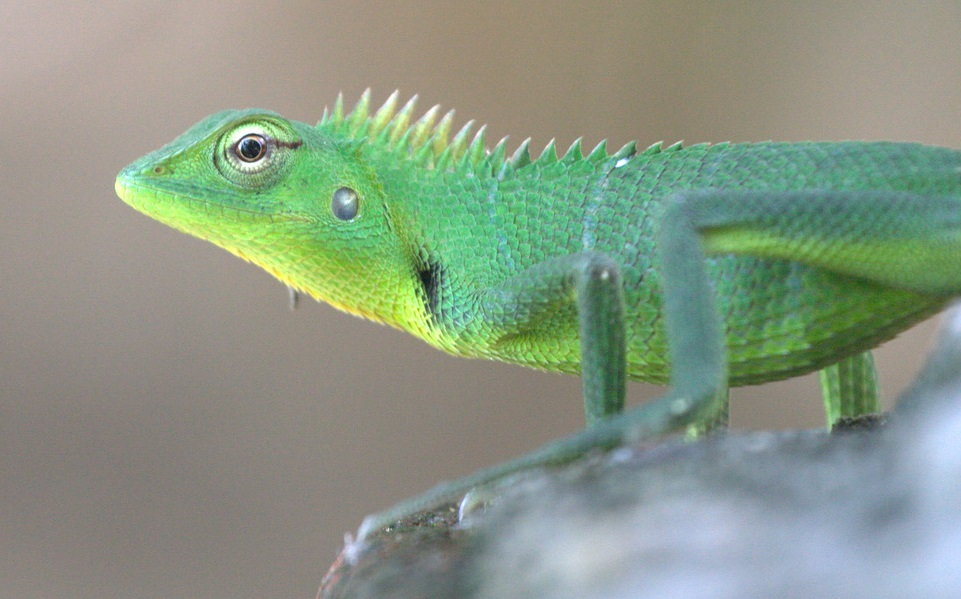
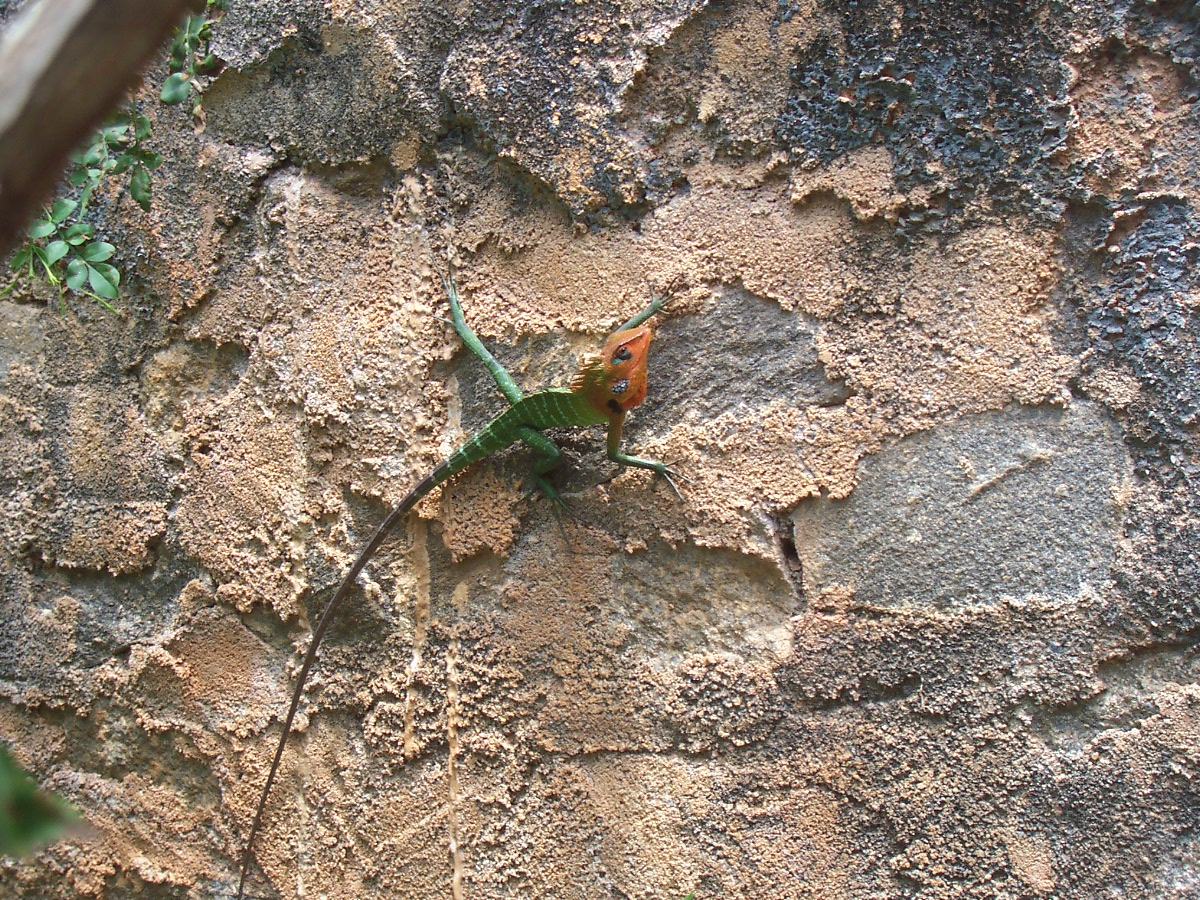
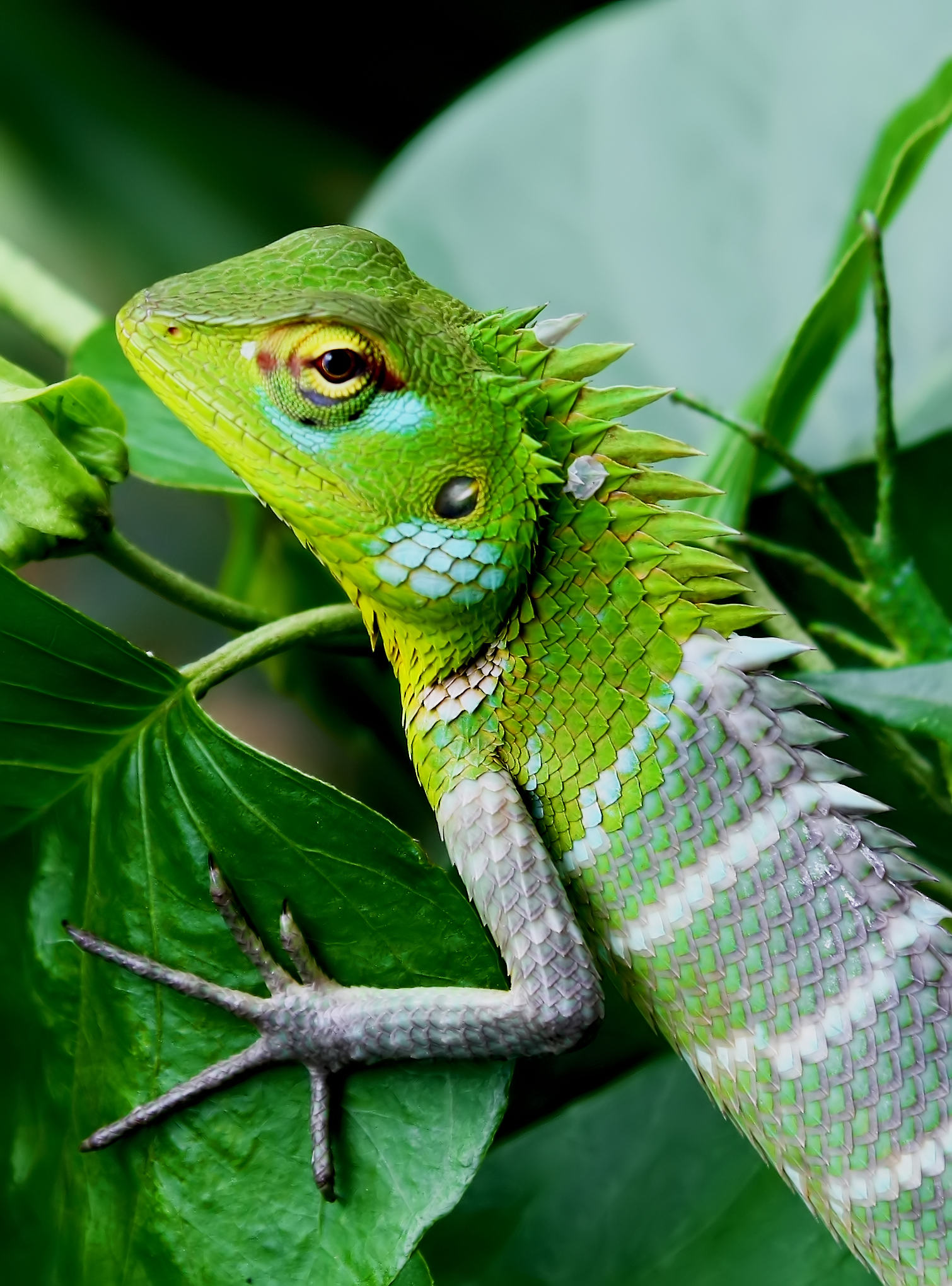